# 王邦鼎
王邦鼎字铁珊，号惕三，江蘇省通州直隸州人，清朝政治人物、同進士出身。官至兵部主事，见光绪三十一年 《王氏宗谱》乐学堂藏本  
光緒六年（1880年），参加庚辰科殿試，登進士三甲第39名。同年五月，著分部學習。